# Moacyr Felix
Moacyr Félix de Oliveira (Rio de Janeiro, RJ, 11 de março de 1926 — Rio de Janeiro, RJ, 25 de outubro de 2005) foi um poeta, escritor, editor e intelectual brasileiro.

## Biografia
Começou sua trajetória como editor em 1954, quando integra a equipe de redação da revista literária Marco, e de 1954; em 1956 integrou a comissão de redação da revista Caderno do Nosso Tempo, do Ibesp.
De 1956 e 1958, foi o responsável pela seção de poesia e escreveu artigos de crítica e balanços literários no Para Todos, jornal de cultura do antigo Partido Comunista Brasileiro (PCB), dirigido por Jorge Amado e Oscar Niemeyer, e redator-chefe Moacyr Werneck de Castro; de 1963 a 1971, diretor da Coleção Poesia Hoje, da editora Civilização Brasileira, que juntamente com as coleções Poesia Sempre e Poesia Viva; em 1965, faz parte do conselho de redação e depois secretário da famosa Revista Civilização Brasileira, editada por Ênio Silveira e em 1966, torna-se diretor.
Como poeta, de 1955 a 1960, colaborou em vários jornais, como o Correio da Manhã, o Diário de Notícias, o Diário Carioca e Jornal do Brasil.
Como jornalista, de 1955 a 1962, fez parte também do conselho de redatores e redator-chefe do Jornal de Letras. Em 1962, escrevia ao domingos, no Diário de Notícias, a seção "Radiografia de um livro", dedicada a autores de filosofia, sociologia, política e economia.
Como intelectual e ativista, foi um dos fundadores do Comando de Trabalhadores Intelectuais (CTI), que teve a adesão no Rio de Janeiro de mais de quatrocentos intelectuais de todas as áreas das artes, da literatura, da ciência e das profissões liberais. Em 1964, foi eleito membro do Conselho Deliberativo deste comando.

## Obras
- Cubo de Treva (1948);
- Lenda e Areia (1950);
- Itinerário de uma Tarde (1953);
- O pão e o Vinho (1959);
- Canto para as Transformações do Homem (1964);
- Um Poeta na Cidade e no Tempo (1966);
- Canção do Exílio Aqui (1977);
- Neste Lençol (1977);
- Invenção de Crença e Descrença (1978);
- Em Nome da Vida (1981);
- Encontros com a Civilização Brasileira (1981);
- Singular Plural (1988);
- Introdução a Escombros (1998);